# 贡纳尔·兰德柳斯
贡纳尔·兰德柳斯（瑞典語：Gunnar Landelius，1918年3月20日—2000年4月8日），瑞典男子足球、冰球运动员，场上位置是前锋。他曾代表瑞典国家队参加1948年冬季奥林匹克运动会冰球比赛，获得第4名。